# In your honor
In your honor is het vijfde studioalbum van de rockgroep Foo Fighters, door RCA uitgebracht op 13 juni 2005. Het is het op twee na best verkochte album sinds The colour and the shape uit 1997. Dit album bestaat uit twee cd's: de eerste cd bestaat uit rockmuziek en de tweede staat vol met akoestische nummers.

## Achtergrondinformatie
Verschillende nummers op de tweede cd kennen gastoptredens. Zo vulde zangeres Norah Jones de pianopartij in en zong ze in het nummer Virginia moon. Joshua Homme van Queens of the Stone Age speelde gitaar op "Razor" als tegenprestatie, nadat Dave Grohl drumde op het QOTSA album Songs for the deaf. John Paul Jones, bekend als de bassist en toetsenist van Led Zeppelin, vulde de pianopartij in op Miracle en speelde mandoline op Another round. Dit was volgens Grohl een van de mooiste momenten uit zijn carrière, omdat hij een uitzinnige fan is van hen.
Verder maakte Grohl bekend dat Friend of a friend geschreven was voor zijn vrienden van de band waar hij beroemd mee werd Nirvana, frontman Kurt Cobain en bassist Krist Novoselic.
Er is ook een DualDisc versie van dit album. Hierop staat een "making of" documentaire. Hierin vertelt Dave dat In your honor het album is waaraan hij wil dat de band later herinnerd wordt.

## Tracklist

### CD1
1. "In your honor" - 3:50
2. "No way back" - 3:17
3. "Best of you" - 4:16
4. "DOA" - 4:12
5. "Hell" - 1:57
6. "The last song" - 3:19
7. "Free me" - 4:39
8. "Resolve" - 4:49
9. "The deepest blues are black" - 3:58
10. "End over end" - 5:52

### CD2
1. "Still" - 5:13
2. "What if I do?" - 5:02
3. "Miracle" - 3:29
4. "Another round" - 4:25
5. "Friend of a friend" - 3:13
6. "Over and out" - 5:16
7. "On the mend" - 4:31
8. "Virginia moon" - 3:49
9. "Cold day in the sun" - 3:20
10. "Razor" - 4:53

## Grammy nominaties
Hoewel In your honor het eerste album sinds The colour and the shape is dat geen Grammy Award kreeg, was dit het album met de meeste nominaties (samen met het in 2007 uitgebrachte Echoes, silence, patience & grace). De nominaties waren:
- Best Rock Album
- Best Rock Song - (Best of you)"
- Best Pop Collaboration with Vocals - "Virginia moon"
- Best Surround Sound Album
- Best Rock Performance by a Duo or Group with Vocal ("Best of you")

## Bezetting
- Dave Grohl - zang, gitaar (drums op "Cold day in the sun")
- Nate Mendel - basgitaar
- Chris Shiflett - gitaar, achtergrondzang
- Taylor Hawkins - drums, achtergrondzang, zang (op "Cold day in the sun")